# Pilotrichum imbricatum
Pilotrichum imbricatum là một loài rêu trong họ Pilotrichaceae. Loài này được (P. Beauv.) Brid. mô tả khoa học đầu tiên năm 1827.